# Macrobrachium yui
Macrobrachium yui är en kräftdjursart som beskrevs av Lipke Bijdeley Holthuis 1950. Macrobrachium yui ingår i släktet Macrobrachium och familjen Palaemonidae. Inga underarter finns listade i Catalogue of Life.